# Jason Woolley
Jason Woolley (né le 27 juillet 1969 à Toronto dans la province d'Ontario au Canada) est un joueur professionnel canadien de hockey sur glace. Il évoluait au poste de défenseur.

## Biographie
Woolley a fait ses études à l'Université d'État du Michigan et a joué pour l'équipe de hockey des Spartans. Après avoir complété sa première année à l'université, il est sélectionné par les Capitals de Washington au 61e rang lors du repêchage d'entrée de 1989 dans la Ligue nationale de hockey. Il reste avec les Spartans pour encore deux saisons puis passe la majorité de la saison 1991-1992 avec l'équipe nationale canadienne dans le but de se préparer pour les Jeux olympiques d'hiver ayant lieu à Albertville en France, tournoi où son équipe finit à la deuxième place et remporte la médaille d'argent. Lors de cette saison, il a également joué dans la Ligue américaine de hockey pour le club-école des Capitals, les Skipjacks de Baltimore, et une partie dans la LNH avec les Caps.
Sans être parvenu à décrocher un poste régulier avec les Capitals et après avoir passé la première partie de la saison 1994-1995 dans la Ligue internationale de hockey avec les Vipers de Détroit, il rejoint les Panthers de la Floride en février 1995 comme agent libre. La saison suivante, il participe à sa première finale de la Coupe Stanley lorsque les Panthers affrontent l'Avalanche du Colorado, finale qui finit par être gagnée en quatre matchs par l'Avalanche.
Au bout de trois matchs en 1996-1997, il est échangé avec Stu Barnes aux Penguins de Pittsburgh contre Chris Wells et passe le reste de la saison avec l'équipe. Il est échangé aux Sabres de Buffalo contre un choix de repêchage avant le début de la saison 1997-1998.
En 1999, il participe pour une deuxième fois à la finale de la Coupe Stanley, lorsque les Sabres affrontent les Stars de Dallas. Lors du premier match de la finale, il marque le but gagnant en période de prolongation et permet à son équipe de mener la finale 1 match à 0. Son équipe perd toutefois la finale 4 matchs à 2 par la suite.
Il reste avec Buffalo jusqu'en novembre 2002, lorsqu'il est échangé aux Red Wings de Détroit. Lors du lock-out de la LNH en 2004-2005, il rejoint les Generals de Flint en United Hockey League.
N'ayant pas réussi à s'entendre avec une équipe de la LNH en 2006, il signe avec les Malmö Redhawks au championnat suédois de l'Elitserien, avec lesquels il joue sa dernière saison professionnelle.

## Statistiques

### En club
| Saison     | Équipe                     | Ligue      |     | Saison régulière | Saison régulière | Saison régulière | Saison régulière | Saison régulière |    | Séries éliminatoires | Séries éliminatoires | Séries éliminatoires | Séries éliminatoires | Séries éliminatoires |
| Saison     | Équipe                     | Ligue      | PJ  | B                | A                | Pts              | Pun              | PJ               | B  | A                    | Pts                  | Pun                  |                      |                      |
| 1988-1989  | Spartans de Michigan State | CCHA       | 47  | 12               | 25               | 37               | 26               | -                | -  | -                    | -                    | -                    |                      |                      |
| 1989-1990  | Spartans de Michigan State | CCHA       | 45  | 10               | 38               | 48               | 26               | -                | -  | -                    | -                    | -                    |                      |                      |
| 1990-1991  | Spartans de Michigan State | CCHA       | 40  | 15               | 44               | 59               | 24               | -                | -  | -                    | -                    | -                    |                      |                      |
| 1991-1992  | Équipe du Canada           | Intl       | 60  | 14               | 30               | 44               | 36               | -                | -  | -                    | -                    | -                    |                      |                      |
| 1991-1992  | Skipjacks de Baltimore     | LAH        | 15  | 1                | 10               | 11               | 6                | -                | -  | -                    | -                    | -                    |                      |                      |
| 1991-1992  | Capitals de Washington     | LNH        | 1   | 0                | 0                | 0                | 0                | -                | -  | -                    | -                    | -                    |                      |                      |
| 1992-1993  | Capitals de Washington     | LNH        | 26  | 0                | 2                | 2                | 10               | -                | -  | -                    | -                    | -                    |                      |                      |
| 1992-1993  | Skipjacks de Baltimore     | LAH        | 29  | 14               | 27               | 41               | 22               | 1                | 0  | 2                    | 2                    | 0                    |                      |                      |
| 1993-1994  | Capitals de Washington     | LNH        | 41  | 12               | 29               | 41               | 14               | 9                | 2  | 2                    | 4                    | 4                    |                      |                      |
| 1993-1994  | Pirates de Portland        | LAH        | 10  | 1                | 2                | 3                | 4                | 4                | 1  | 0                    | 1                    | 4                    |                      |                      |
| 1994-1995  | Vipers de Détroit          | LIH        | 48  | 8                | 28               | 36               | 38               | -                | -  | -                    | -                    | -                    |                      |                      |
| 1994-1995  | Panthers de la Floride     | LNH        | 34  | 4                | 9                | 13               | 18               | -                | -  | -                    | -                    | -                    |                      |                      |
| 1995-1996  | Panthers de la Floride     | LNH        | 52  | 6                | 28               | 34               | 32               | 13               | 2  | 6                    | 8                    | 14                   |                      |                      |
| 1996-1997  | Panthers de la Floride     | LNH        | 3   | 0                | 0                | 0                | 2                | -                | -  | -                    | -                    | -                    |                      |                      |
| 1996-1997  | Penguins de Pittsburgh     | LNH        | 57  | 6                | 30               | 36               | 28               | 5                | 0  | 3                    | 3                    | 0                    |                      |                      |
| 1997-1998  | Sabres de Buffalo          | LNH        | 71  | 9                | 26               | 35               | 35               | 15               | 2  | 9                    | 11                   | 12                   |                      |                      |
| 1998-1999  | Sabres de Buffalo          | LNH        | 80  | 10               | 33               | 43               | 62               | 21               | 4  | 11                   | 15                   | 10                   |                      |                      |
| 1999-2000  | Sabres de Buffalo          | LNH        | 74  | 8                | 25               | 33               | 52               | 5                | 0  | 2                    | 2                    | 2                    |                      |                      |
| 2000-2001  | Sabres de Buffalo          | LNH        | 67  | 5                | 18               | 23               | 46               | 8                | 1  | 5                    | 6                    | 2                    |                      |                      |
| 2001-2002  | Sabres de Buffalo          | LNH        | 59  | 8                | 20               | 28               | 34               | -                | -  | -                    | -                    | -                    |                      |                      |
| 2002-2003  | Sabres de Buffalo          | LNH        | 14  | 0                | 3                | 3                | 29               | -                | -  | -                    | -                    | -                    |                      |                      |
| 2002-2003  | Red Wings de Détroit       | LNH        | 62  | 6                | 17               | 23               | 22               | 4                | 1  | 0                    | 1                    | 0                    |                      |                      |
| 2003-2004  | Red Wings de Détroit       | LNH        | 55  | 4                | 15               | 19               | 28               | 4                | 0  | 0                    | 0                    | 0                    |                      |                      |
| 2004-2005  | Generals de Flint          | UHL        | 9   | 4                | 2                | 6                | 4                | -                | -  | -                    | -                    | -                    |                      |                      |
| 2005-2006  | Red Wings de Détroit       | LNH        | 53  | 1                | 18               | 19               | 28               | -                | -  | -                    | -                    | -                    |                      |                      |
| 2006-2007  | Malmö Redhawks             | Elitserien | 31  | 1                | 5                | 6                | 46               | 7                | 0  | 0                    | 0                    | 0                    |                      |                      |
| Totaux LNH | Totaux LNH                 | Totaux LNH | 718 | 68               | 246              | 314              | 430              | 79               | 11 | 36                   | 47                   | 44                   |                      |                      |

### En équipe nationale
| Année | Compétition          |   | PJ | B | A | Pts | Pun               |  | Résultat |
| 1992  | Jeux olympiques      | 8 | 0  | 5 | 5 | 4   | Médaille d'argent |  |          |
| 1992  | Championnat du monde | 6 | 1  | 2 | 3 | 2   | 7e place          |  |          |

## Trophées et honneurs personnels
- 1988-1989 : nommé dans l'équipe d'étoiles des recrues de la CCHA.
- 1990-1991 : 
  - nommé meilleur défenseur offensif de la CCHA.
  - nommé dans la première équipe d'étoiles de la CCHA.
  - nommé dans la première équipe d'étoiles de la région Ouest de la NCAA.
- 1993-1994 : champion de la Coupe Calder avec les Pirates de Portland.